# Tonsina River
Der Tonsina River ist ein rund 100 Kilometer langer rechter Nebenfluss des Copper River im Süden des US-Bundesstaats Alaska.

## Verlauf
Der Tonsina River wird vom Tonsina-Gletscher an der Nordflanke der Chugach Mountains gespeist, fließt nordostwärts, durchströmt den Tonsina Lake und mündet rund 17 Kilometer nordwestlich von Chitina in den Copper River, der zum Golf von Alaska fließt.
Der Richardson Highway im Mittellauf und der Edgerton Highway bis zur Mündung verlaufen parallel zum Tonsina River.

## Name
Die Bezeichnung der Ureinwohner Alaskas für den Fluss wurde 1885 von Henry Tureman Allen dokumentiert, der die Schreibweise „Konsina“ verwendete.

## Sport und Freizeit
Der Tonsina River besitzt Wildwasser-Abschnitte vom Schwierigkeitsgrad III–IV.
Im Tonsina River kommen neben Königslachs (Juli bis Anfang August), Silberlachs (September und Oktober) und Rotlachs auch Dolly-Varden-Forelle, Regenbogenforelle, Arktische Äsche, Quappe und Amerikanischer Seesaibling vor.